# 78430 Andrewpearce
78430 Andrewpearce este un asteroid din centura principală de asteroizi.

## Descriere
78430 Andrewpearce este un asteroid din centura principală de asteroizi. A fost descoperit pe 18 august 2002 la Observatorul Palomar de Sebastian F. Hönig. Asteroidul prezintă o orbită caracterizată de o semiaxă mare de 2,71 ua, o excentricitate de 0,06 și o înclinație de 3,2° în raport cu ecliptica.